# ناحیه جرمانیا، شهرستان تاد، مینه سوتا
ناحیه جرمانیا (به انگلیسی: Germania Township) یک منطقهٔ مسکونی در ایالات متحده آمریکا است که در شهرستان تاد، مینه‌سوتا واقع شده‌است.
 ناحیه جرمانیا ۹۴٫۳ کیلومتر مربع مساحت و ۴۷۴ نفر جمعیت دارد و ۴۲۲ متر بالاتر از سطح دریا واقع شده‌است.